# Knut Olai Thornæs
Knut Olai Thornæs (30. maj 1874 i Kristiansund – 1945) var en norsk pressemand, redaktør og digter.
Thornæs arbejdede som fisker og murerarbejder, i 1893 blev han færdig uddannet typograf og flyttede til Trondheim. Han udgav aftenbladet Reform i 1901 og arbejdede en kort periode som journalist ved Folketidende. I 1900 kom han til Trondheim, hvor han først havde job som journalist på Ny Tid. I perioden 1906-08 var han redaktør på Smaalenenes Social-Demokrat (kendt som Demokraten). I 1921 blev han redaktør for Ny tid som tidligt i hans redaktør periode blev partiavis for NKP, efter at have været partiavis for Det norske Arbejderparti. Han stillede op til parlamentsvalg i 1930 og 1933 i Norge for NKP, men blev ikke valgt.
Thornæs var også digter og skrev blandt andet teksten til sangen «Frem kamerater», som blev trykt i Ny Tid den 23. december 1911, og senere sat musik til af Victor Ronander. Thornæs udgav digtsamlingen Trompetskrald i 1913. I den sidste halvdel af 1930'ernen sad han i bestyrelsen for Trondheim folkebiblioktek. Der blev sat en granitsstatue af Thornæs op i 1949.
Thornæs var en af den norske arbejderpresses mest betydningsfulde skikkelser. Som journalist på Ny Tid lage han stor vægt på en levende nyhedsformidling og bred behandling af litteratur og kunst, og havde en varig indflydelse på den norske arbejderpresse i almindelighed.
I 1955 blev en skulptur rejst til ære for Thornæs. Skulpturen finder man i Thornæsparken på Møllenberg i Trondheim, parken er også opkaldt efter Thornæs.